# حسن شاطری
حسن شاطری معروف به حسام خوش‌نویس (زاده ۱۳۴۱ سمنان – کشتهٔ ۲۴ بهمن ۱۳۹۱ لبنان)، نظامی ایرانی و معاون مهندسی سپاه قدس بود که به عنوان مسئول بازسازی لبنان فعالیت می‌کرد.
وی در طول جنگ ایران و عراق، از اعضای واحد مهندسی سپاه پاسداران بشمار می‌آمد. پس از جنگ، مدتی معاونت فنی و مهندسی قرارگاه سازندگی خاتم‌الانبیا را برعهده داشت. پس از جنگ ۳۳ روزه، مسئول بازسازی لبنان گردید.  شاطری در بهمن ۱۳۹۱ درمسیر دمشق به بیروت، در پی تیرباران خودروی وی توسط نیروهای اسرائیلی، کشته شد.

## زندگی
حسن شاطری در سال ۱۳۴۱ در سمنان زاده شد. وی در جریان جنگ ایران و عراق در حوزه مهندسی جنگ، جاده‌سازی و راه‌سازی مناطق جنگی فعالیت داشت. با پایان یافتن جنگ در بازسازی کردستان و افغانستان به فعالیت پرداخت. او با نام مستعار حسام خوش‌نویس به عنوان رئیس ستاد بازسازی جنوب لبنان در لیست تحریم آمریکا قرار داشت. وی صاحب چهار فرزند و دارای مدرک کارشناسی ارشد در رشته مهندسی عمران بود.

## حضور در لبنان
وی پس از جنگ ۳۳ روزه مسئول بازسازی لبنان گردید. از جمله اقدامات وی می‌توان به بازسازی کلیساهای جنوب لبنان و بازسازی و تعمیر راه‌ها و پل‌ها، همچنین ساخت مسجد قدس در مرز اسرائیل و لبنان اشاره کرد.

## کشته شدن

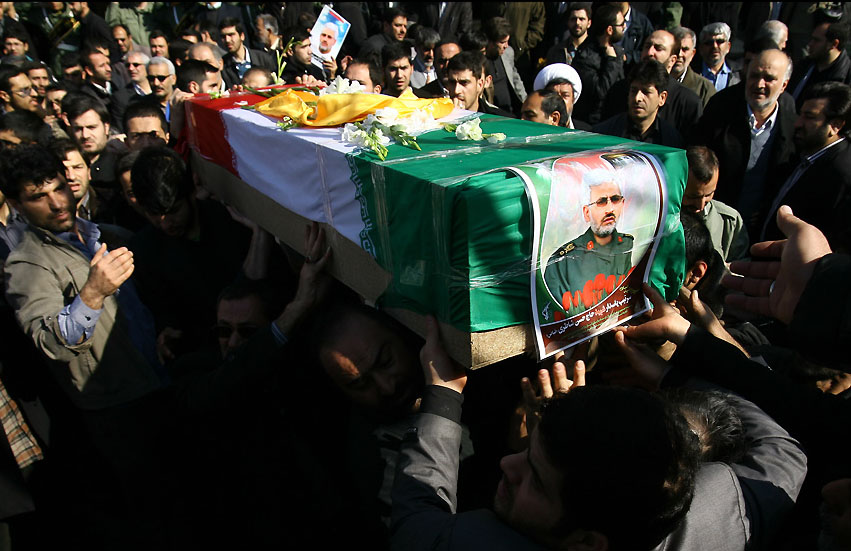
مراسم تشییع پیکر حسن شاطری

شاطری در ۲۴ بهمن ۱۳۹۱ و در مسیر دمشق به بیروت توسط اسرائیل کشته شد.
ارتش آزاد سوریه در بیانیه‌ای اعلام کرد که او در حمله هوایی ارتش اسرائیل به کاروان تسلیحاتی که از سوریه به سمت لبنان در حرکت بود، کشته شده‌است. این گروه هیئت ایرانی بازسازی جنوب لبنان را پوششی برای فعالیت‌های سپاه پاسداران در کشورهای لبنان و سوریه می‌داند. اما خبرگزاری العربیه مخالفان بشار اسد را عامل کشته شدن او اعلام نمود. پس از مرگ وی، سید حسن نصرالله در پیامی کشته شدن وی را تبریک و تسلیت گفت.
هم اکنون وی در امامزاده یحیی بن موسی الکاظم در سمنان دفن شده است.